# 山梨県道18号上野原丹波山線
山梨県道18号上野原丹波山線（やまなしけんどう18ごう うえのはらたばやません）は、山梨県上野原市棡原下椿から同県北都留郡丹波山村下組に至る主要地方道に指定された山梨県道である。

## 概要
山梨県郡内地方の上野原市から鶴峠を経て北都留郡小菅村へ、今川峠を経て北都留郡丹波山村へ至る。

### 路線データ
- 起点 : 山梨県上野原市棡原下椿（山梨県道33号上野原あきる野線交点）
- 終点 : 山梨県北都留郡丹波山村（丹波山村交差点[1]）、国道411号交点）
- 延長 28,762 m

## 路線状況

### 重複区間
- 国道139号（北都留郡小菅村字小永田 - 北都留郡小菅村字池之尻）

## 地理

### 通過する自治体
- 山梨県
  - 上野原市 - 北都留郡小菅村 - 北都留郡丹波山村

### 交差する道路
- 山梨県道33号上野原あきる野線（上野原市棡原下椿、起点）
- 国道139号（北都留郡小菅村字小永田）
- 国道139号（北都留郡小菅村字池之尻）
- 山梨県道508号大菩薩峠線（北都留郡小菅村字川久保）
- 国道411号（北都留郡丹波山村下組・丹波山村役場入口交差点、終点）

### 沿線
- 上野原市立棡原小学校
- 西原郵便局
- 長作観音堂
- 上野原市立西原小学校
- 小菅村役場
- 小菅村立小菅小学校
- 小菅村立小菅中学校
- 丹波山村役場
- 丹波山村立丹波山小学校

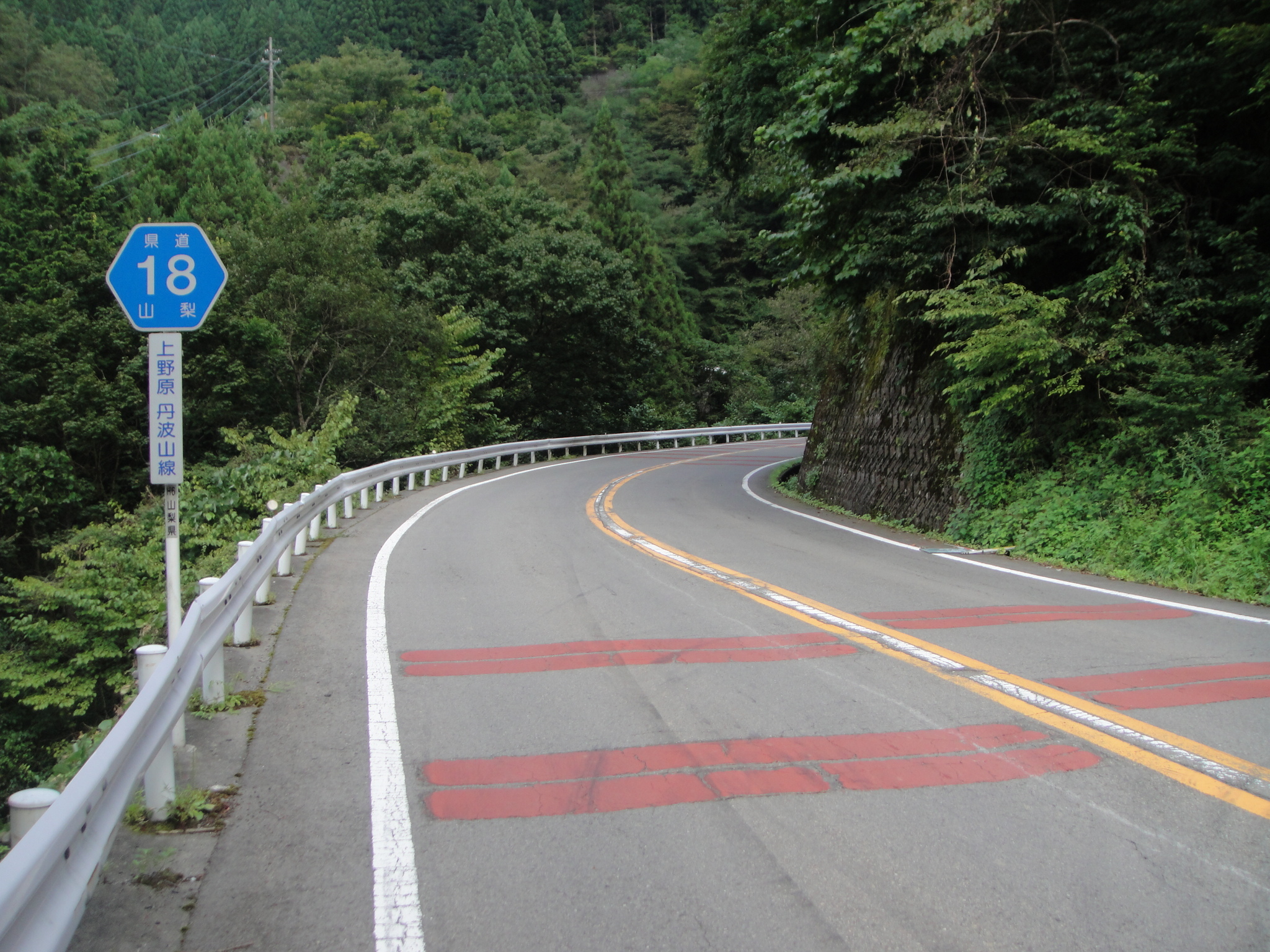
小菅村内
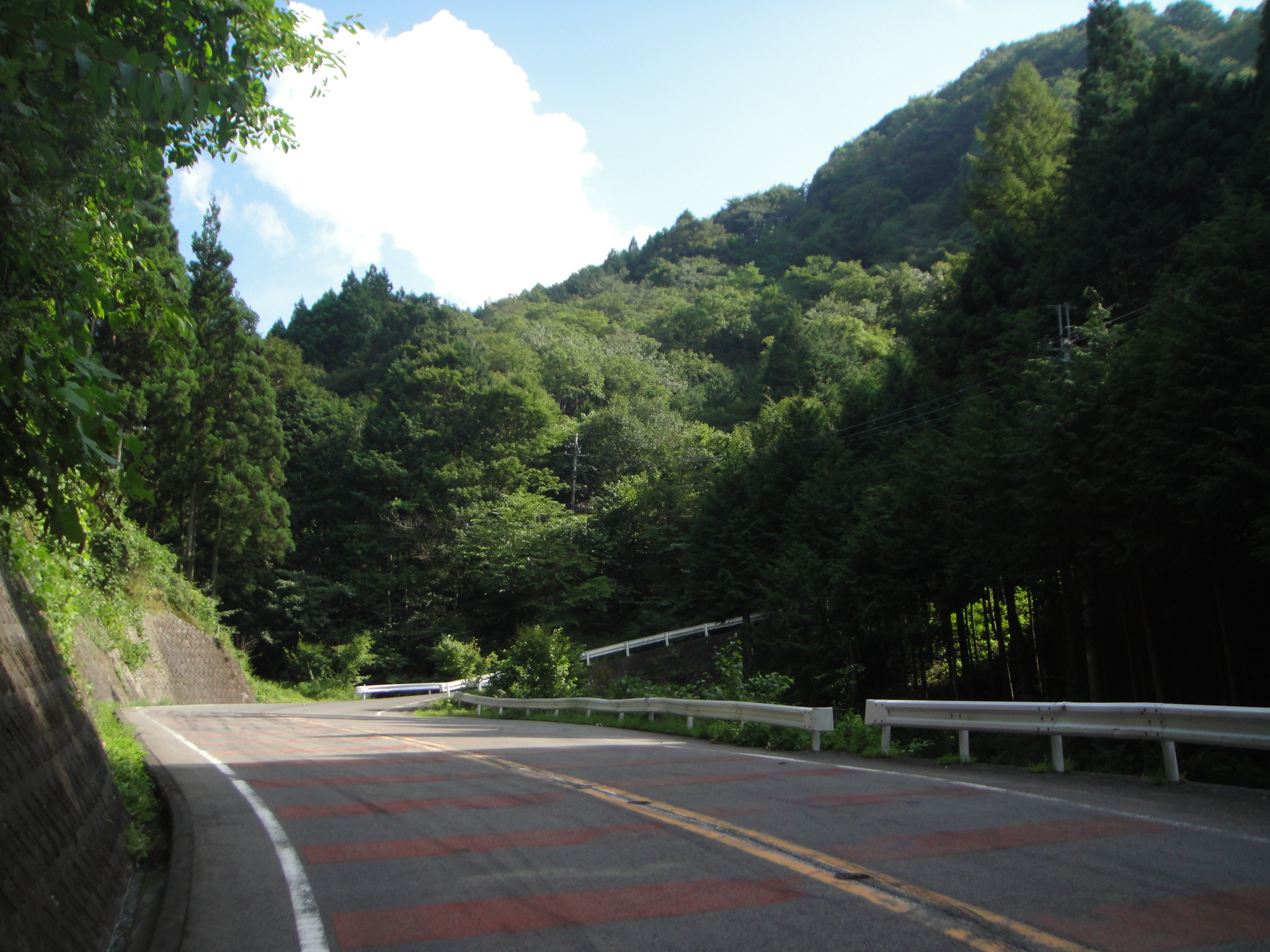
小菅村内の連続するヘアピンカーブ
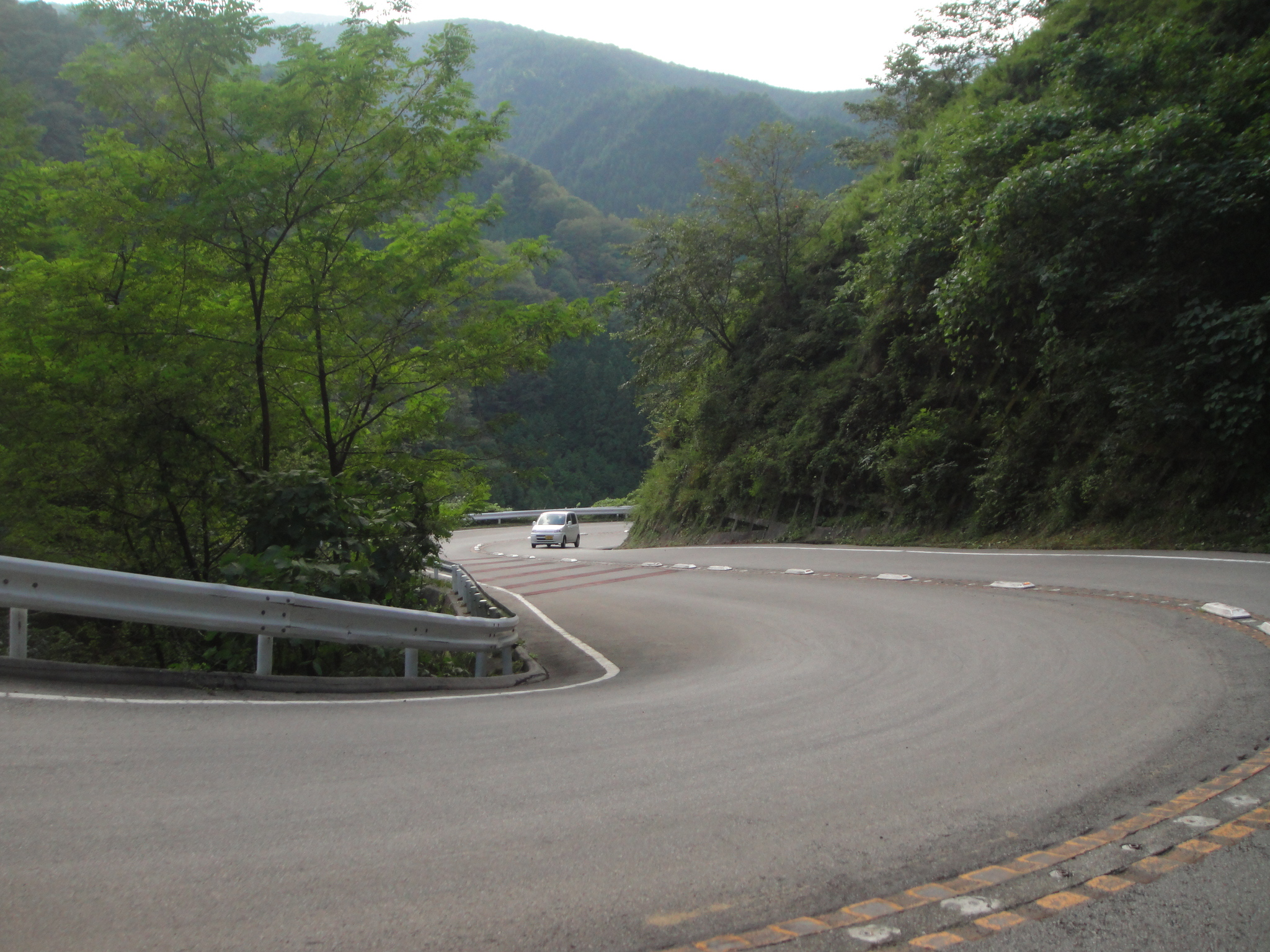
鶴峠
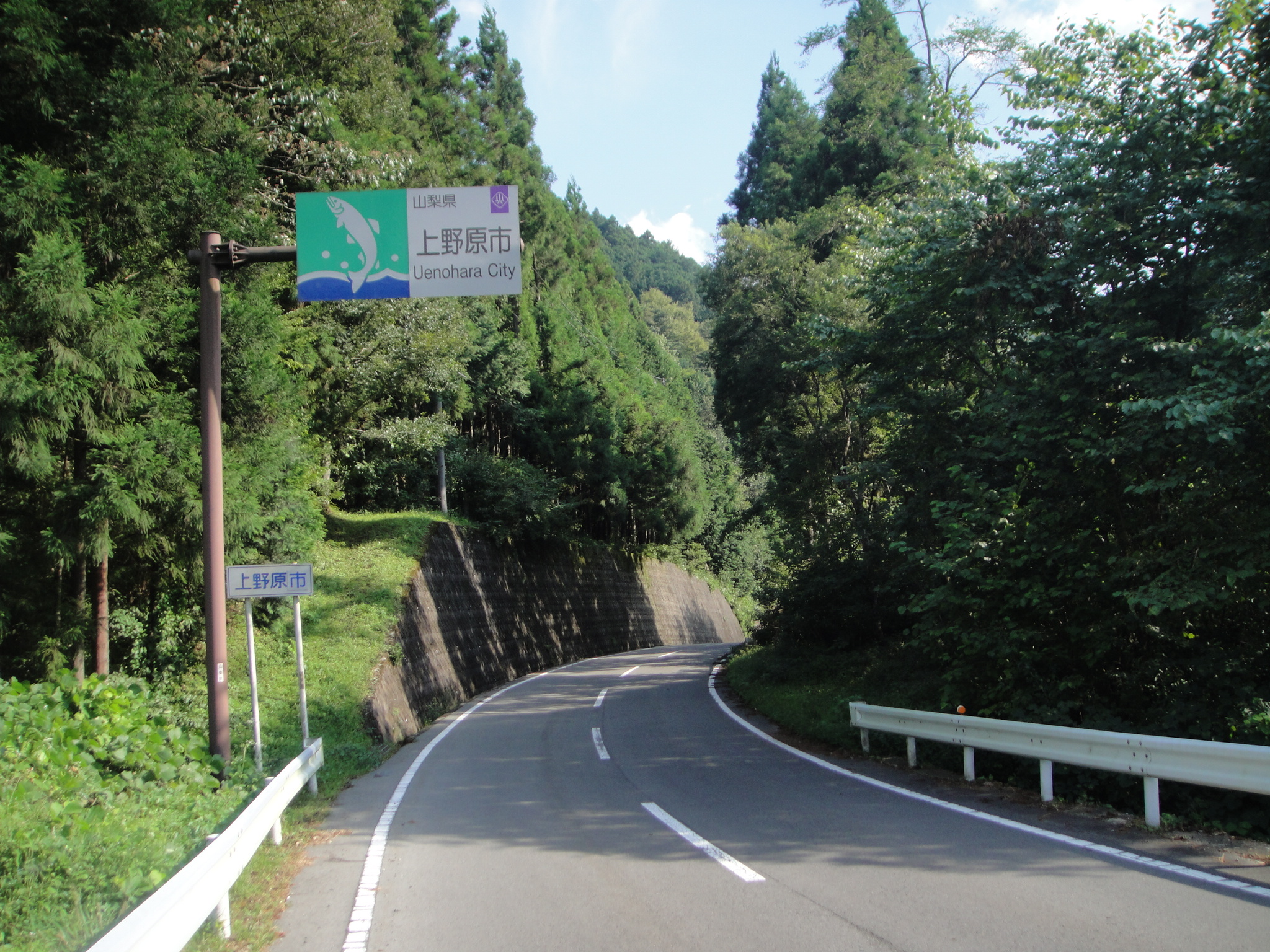
上野原市と小菅村の境
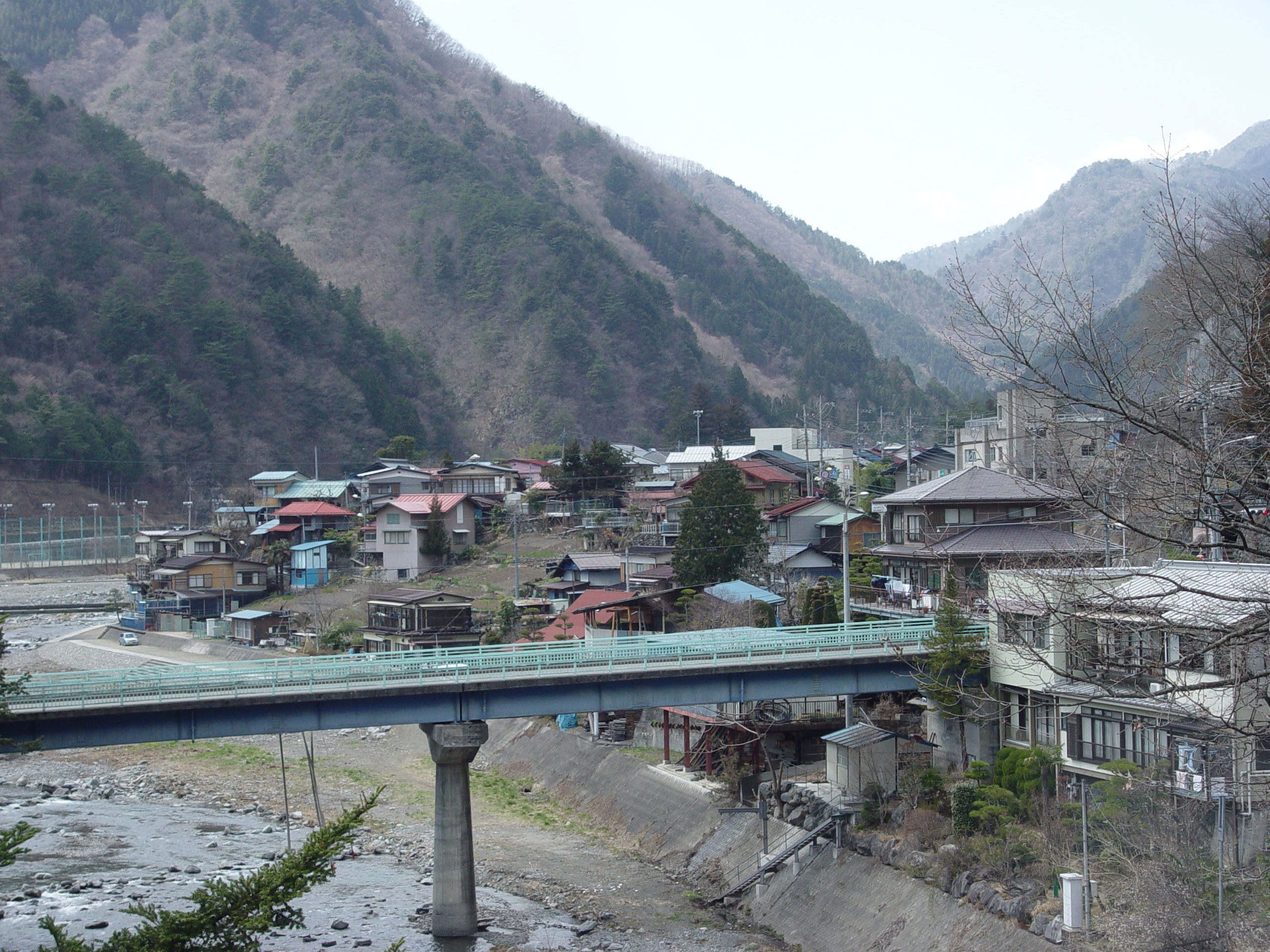
丹波山村で丹波川（多摩川）を渡る。